# Dippelsdorfer Teich

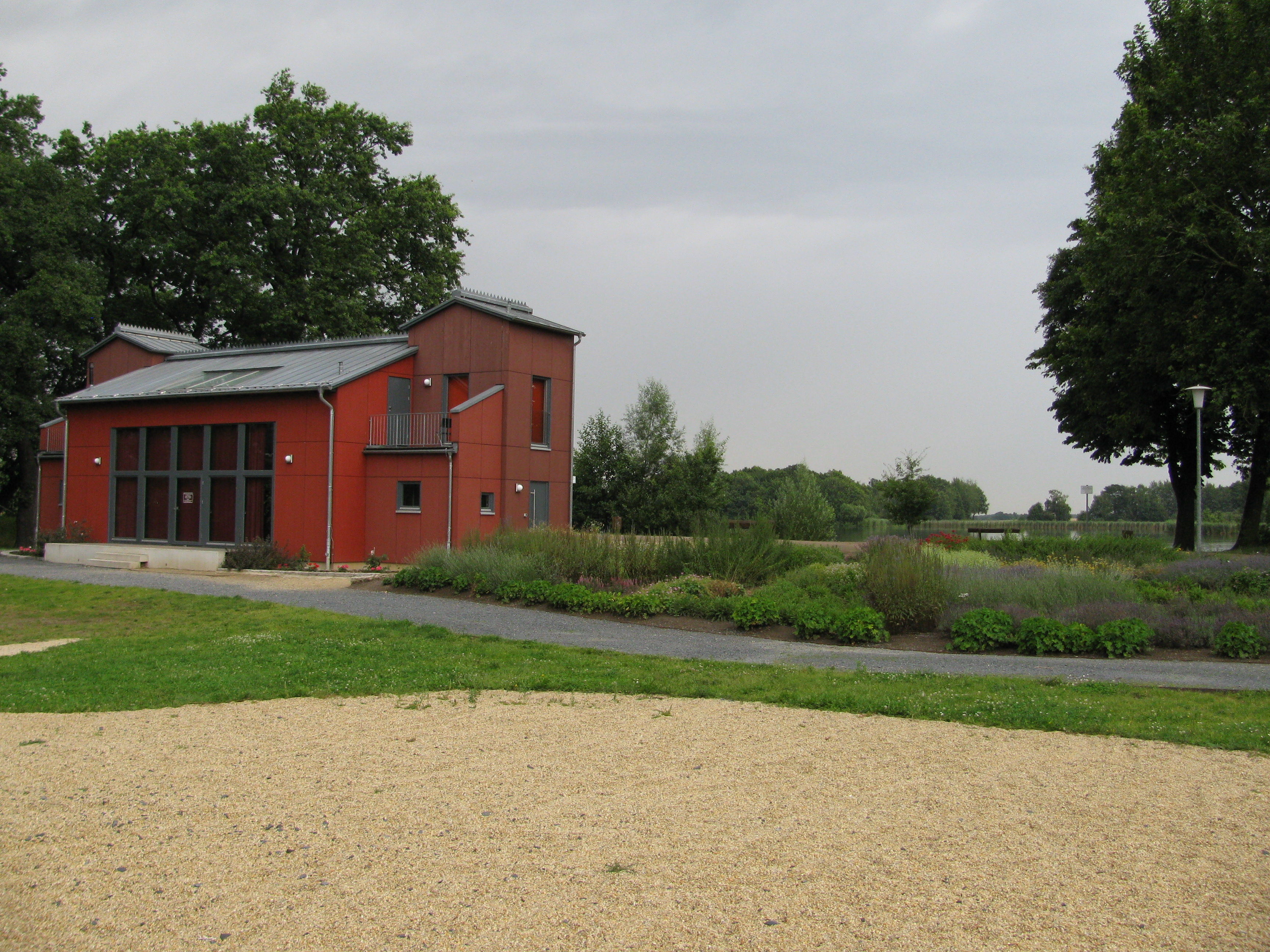
Rotes Haus am Strandbad Friedewald

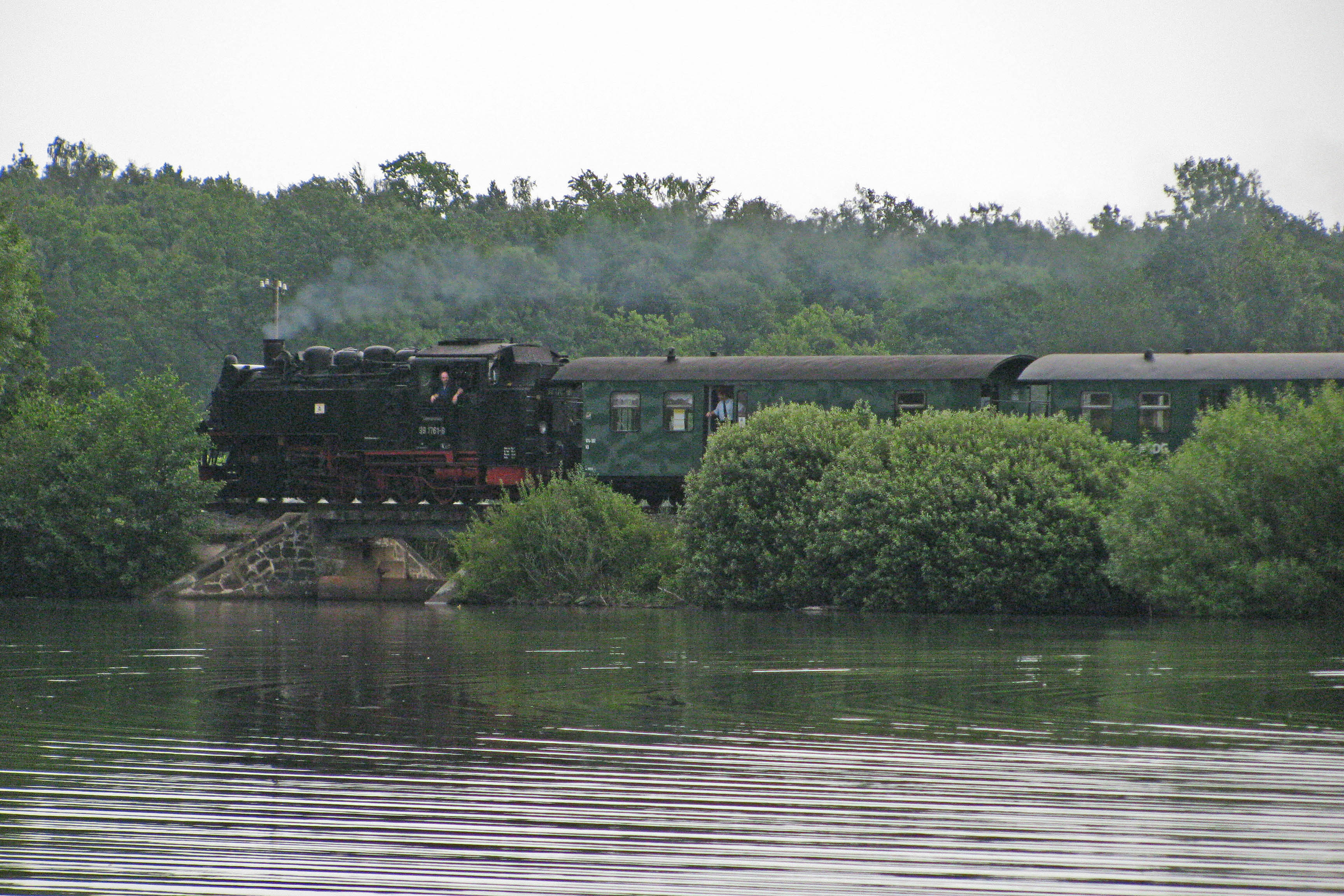
Zug der Lößnitzgrundbahn befährt den Damm durch den Dippelsdorfer Teich

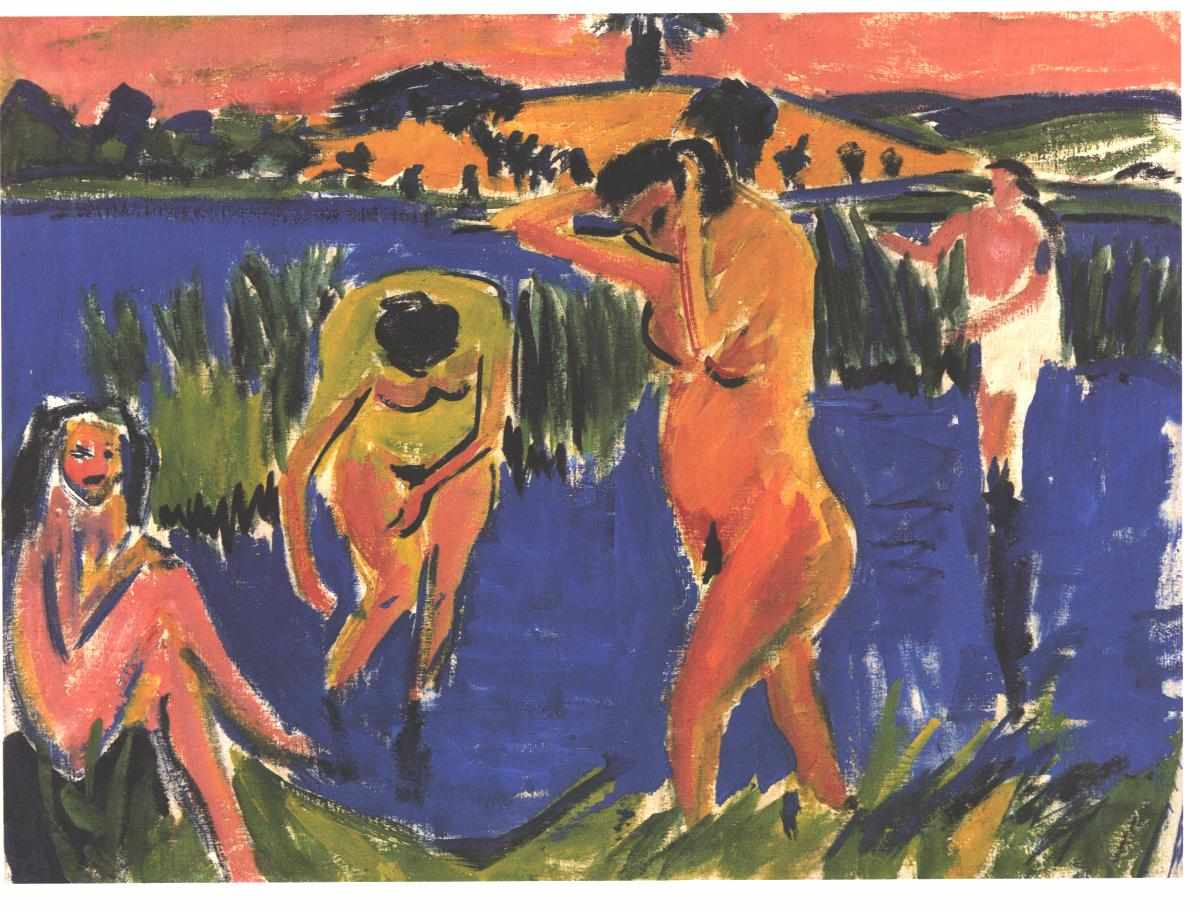
Ernst Ludwig Kirchners Werk „Vier Badende“ entstand am Strandbad Friedewald

Der Dippelsdorfer Teich liegt als einer der Moritzburger Teiche im Moritzburger Teichgebiet nördlich von Dresden in Sachsen und ist nach dem zum Moritzburger Ortsteil Friedewald gehörenden Dörfchen Dippelsdorf benannt. Der See dient der Fischzucht, dem Naturschutz und der Naherholung. Ein 210 m langer Bahndamm ermöglicht der Lößnitzgrundbahn die Überquerung des Sees zwischen Dippelsdorf und Moritzburg. Am See gelegen sind das Strandbad Friedewald-Dippelsdorf und der Campingplatz Bad Sonnenland.
Gestaut werden der Lößnitzbach und durch eine Überleitung auch der Reichenberger Bach. Der Teich wurde im 16. Jahrhundert, wahrscheinlich 1528, angelegt.